# Свети Атанасий (Литохоро)
Вижте пояснителната страница за други значения на Свети Атанасий.
„Свети Атанасий“ (на гръцки: Αγίου Αθανασίου) е православна църква край Литохоро, Егейска Македония, Гърция, част от Китроската, Катеринска и Платамонска епархия.
Църквата е гробищен храм и е една от най-старите църкви на Литохоро. В архитектурно отношение представлява еднокорабна базилика. На иконостаса има икони от 1879 година. В 1995 година храмът е обявен за защитен паметник на културата.